# 228 هـ
228 هـ هي سنة في التقويم الهجري امتدت مقابلةً في التقويم الميلادي بين سنتي 842 و843.

## مواليد
- ابن صاعد

## وفيات
- عبد الله بن سوار العنبري قاضي البصرة .
- أبو الجهم الباهلي
- نعيم بن حماد
- محمد بن مصعب الدعاء